# Judith Meulendijks
Judith Meulendijks (Helmond, 26 september 1978) is een Nederlandse rechtshandige badmintonspeelster. Ze reikte tot de eerste plaats op de Nederlandse ranglijst en de tiende plek op de wereldranglijst. In 1996, 2008 en 2012 werd ze Nederlands kampioen.

## Sportieve loopbaan
Meulendijks begon met badminton bij BC Phoenix in haar geboorteplaats. Haar trainer daar, Jimmy Meijer, raadde haar aan zich verder te ontwikkelen bij een club die bij de Nederlandse Badminton Bond aangesloten is. Daarop verkaste Meulendijks naar BC Geldrop. Later speelde ze voor Pellikaan Tilburg, BC Nuenen, BCO Bali, FC Langenfeld (Dui), Bayer Uerdingen (kampioen van Duitsland in 2002 en 2003), BC Duinwijck, Team Aarhus (Den) en Vendsyssel (Den).
Na haar eerste Nederlandse titel op het toernooi tot twaalf jaar, werd Meulendijks nationaal kampioen in iedere volgende leeftijdsklasse bij de jeugd. Ze kwam in 1996 bij de Nederlandse seniorenselectie en werd hetzelfde jaar nationaal seniorenkampioen. In 1997 werd Meulendijks Europees kampioen tot achttien jaar en won ze het Dutch Open. Op de Olympische Zomerspelen 2000 werd ze in de tweede ronde uitgeschakeld door Ye Zhaoying. Meulendijks won zowel het Macau Open als het Nederlands kampioenschap dubbelspel in 2006, samen met Brenda Beenhakker. Hetzelfde duo prolongeerde de titel een jaar later. Meulendijks won haar tweede nationale enkelspeltitel op het NK 2008. Op 5 februari 2012 speelde Meulendijks een finale tegen Yao Jie en won daarmee haar derde nationale enkelspeltitel op het NK 2012.
Ze sloot haar loopbaan af op 14 oktober 2012 in Almere bij de Dutch Open. Ze haalde de finale, maar verloor van Kristina Gavnholt.

## Biografisch
Meulendijks is de tweede dochter van Wim en Jeany Meulendijks. Ze heeft één oudere zus, Patricia. Op haar zestiende haalde ze haar havo-diploma. Meulendijks sportloopbaan werd in 2004 onderbroken toen ze tijdens het Deense Open haar achillespees afscheurde. Haar revalidatie duurde 6,5 maand.